# ويليام هال ميلتون
ويليام هال ميلتون (بالإنجليزية: William Hall Milton)‏ هو محامي وسياسي أمريكي، ولد في 2 مارس 1864 في ماريانا في الولايات المتحدة، وتوفي بنفس المكان في 4 يناير 1942. حزبياً، نشط في الحزب الديمقراطي. وقد انتخب عضو مجلس الشيوخ الأمريكي.